# Ingrid Gfölner
Ingrid Gfölner-Schmid, née le 13 septembre 1952 à Schruns, est une skieuse alpine autrichienne.

## Coupe du monde
- Meilleur résultat au classement général : 9e en 1973. Autres: 23e en 1970. : 24e en 1971. : 16e en 1974. : 17e en 1975. : 38e en 1976.

## Championnats du monde de ski alpin
- Gardena 1970  descente: 5e